# Rhinocosmetus nasutus
Espèce
Synonymes
- Argyrodes nasutus O. Pickard-Cambridge, 1880

Rhinocosmetus nasutus est une espèce d'araignées aranéomorphes de la famille des Theridiidae.

## Distribution
Cette espèce est endémique du Sri Lanka.

## Systématique et taxinomie
Cette espèce a été décrite sous le protonyme Argyrodes nasutus par Tikader en O. Pickard-Cambridge, 1880. Elle est placée dans le genre Rhinocosmetus par Vanuytven, Jocqué et Deeleman-Reinhold en 2024.

## Publication originale
- O. Pickard-Cambridge, 1880 : « On some new and little known spiders of the genus Argyrodes. » Proceedings of the Zoological Society of London, vol. 48, no 2, p. 320-344.